# Жибуркус, Иван Иосифович
Иван (Йонас) Иосифович Жибуркус (24 февраля 1901, Шавли — 18 июля 1974, Вильнюс) — советский военачальник, генерал-майор артиллерии (16.05.1944).

## Биография
Родился в 1901 году в Шяуляе. Член ВКП(б) с 1921 года.
С декабря 1918 года — на службе в Красной Армии. Был зачислен красноармейцем в формировавшийся там Жмудский полк (переименован затем в 8-й Литовский Красный полк). В январе 1918 года — участник большевистского восстания в Шауляе, когда был полностью разоружён германский гарнизон в городе. Затем — участник Гражданской войны. С января по сентябрь 1919 года на Западном фронте – младший командир 28-го стрелкового полка 4-й Псковской дивизии, в его составе участвовал в боях на Северо-Западном фронте против литовских вооружённых формирований, германских оккупационных войск и «Особого русского корпуса» генерал-майора П. Р. Бермондт-Авалова.
Затем был направлен учиться и окончил 1-е Московские советские артиллерийские курсы комсостава (1920), после их окончании служил во 2-м лёгком артиллерийском дивизионе Мурманского укрепленного района (командир огневого взвода, начальник связи дивизиона, квартирмейстер батареи). В июне 1921 года переведён в отдельную лёгкую батарею Мурманского укрепленного района на должность командира взвода школы младших инструкторов (с сентября – отдельная батарея 127-й стрелковой им. Карельской трудовой коммуны бригады Петроградского военного округа). С ноября 1921 по февраль 1922 года на Карельском фронте – помощник командира отдельного батальона, отдельной батареи 127-й стрелковой бригады, воевал против вторгнувшихся в Карелию белофинских отрядов.
После войны окончил Высшую артиллерийскую школу комсостава в городе Детское Село (1924), КУКС зенитной артиллерии в Севастополе (1930), Артиллерийскую академию РККА им. Ф.Э. Дзержинского (1937).
С 1922 года проходил службу в артиллерии 11-й Петроградской стрелковой дивизии (г. Краматорск) в должностях командира взвода легкого артиллерийского дивизиона и помощника командира батареи гаубичного дивизиона, начальника разведки батареи, командира линейной и учебной батарей 11-го легкого артиллерийского полка. С мая 1926 года служил в артиллерийском полку 16-й Ульяновской имени В. Киквидзе стрелковой дивизии Ленинградского военного округа: начальник полковой школы, помощник начальника штаба полка, помощник командира и командир дивизиона, начальник штаба полка. После окончания КУКС зенитной артиллерии в г. Севастополь в июне 1930 года оставлен на них на преподавательской работе, где служил в должностях руководителя учебной группы, командира учебного дивизиона и заместителя начальника курсов до декабря 1932 года, когда его зачислили слушателем в Артиллерийскую академию РККА им. Ф. Дзержинского (Ленинград).
После окончании академии с декабря 1937 года служил в Горьковском училище зенитной артиллерии имени В. М. Молотова — старший преподаватель артиллерии, руководитель артиллерийского цикла, помощником начальника училища по учебной части.
Участник Великой Отечественной войны с января 1942 года: начальник отдела ПВО штаба 28-й резервной армии (в апреле 1942 года армия передана Юго-Западному фронту и перестали именоваться резервной), с которой в мае – июле 1942 года принимал участие в Харьковском сражении, в ожесточенных оборонительных боях на реке Оскол в районе Валуйки и в большой излучине Дона, в Сталинградской битве. С 20 мая 1943 года исполнял должность командующего артиллерией 16-й Литовской стрелковой дивизии, которая отличилась в ходе Курской битвы в оборонительном сражении на северном фасе Курской дуги в 13-й армии. В августе 1943 года назначен начальником штаба 1-й зенитной артиллерийской дивизии РВК.
С сентября 1943 года до Победы — командир 25-й зенитной артиллерийской дивизии в составе Центрального, с октября 1943 – Белорусского, с февраля 1944 – 1-го Белорусского фронтов. Участник битвы за Днепр, Проскурово-Черновицкой наступательной операции, Львовско-Сандомирской наступательной операции, Карпатско-Ужгородской, Моравска-Остравской и Пражской наступательных операциях.
После войны продолжал командовать дивизией, в январе 1946 года назначен заместителем командующего артиллерией по ПВО Прибалтийского военного округа. С августа 1949 года – заместитель командующего артиллерией Прибалтийского военного округа по зенитной артиллерии. С мая 1950 года — командир 16-й Литовской стрелковой дивизии. С августа 1956 года в запасе.
Кроме военной службы, вёл общественную и политическую работу. Избирался депутатом Верховного Совета СССР 3-го и 4-го созывов (1950—1958). Член Центрального комитета Компартии Литвы (в 1950-х гг.). Депутат Верховного Совета Литовской ССР (1949—1974).
Жил в Вильнюсе. Автор нескольких книг, в т. ч. «Жемайтийский полк» (1969) о событиях гражданской войны. Заслуженный работник культуры Литовской ССР (1971).
Награждён орденом Ленина (21.02.1945), тремя орденами Красного Знамени (18.07.1943, 3.11.1944, 20.06.1949), Суворова ІІІ степени (8.08.1945), Кутузова ІІ степени (10.01.1944), Александра Невского (6.11.1944), медалями.